# 约翰·蒙格尔特
约翰·P·蒙格尔特（英語：John P. Mengelt，1949年10月16日—）是美国NBA联盟前职业篮球运动员。他在1971年的NBA选秀中第2轮第21顺位被辛辛纳提皇家选中。